# Jeannette Gregori
Jeannette Gregori dite Janna Gregori, née le 4 août 1967 à Thionville et résidant à Strasbourg, est une photographe française.

## Biographie
Jeannette Gregori fait ses classes aux États-Unis où elle séjourne entre 1993 et 1994. Elle suit des cours de photographie à la section Beaux-Arts de l'université de l'Indiana à Bloomington. De retour à Strasbourg, elle suit des cours d'expression photographique à l'École supérieure des arts décoratifs de Strasbourg.
En 2002/2003, elle participe au programme d’échange de la Commission franco-américaine Fulbright (en) et vit dans la région de Philadelphie. Elle s'intéresse aux communautés tsiganes lorsqu’elle sent qu’il est nécessaire de montrer une nouvelle image de ces dernières. Elle les photographie partout en Europe, en passant par le grand pèlerinage des Saintes-Maries-de-la-Mer avec manouches et gitans.

## Prix
- 2017 : 1er prix « International Photographer of the Year » pour sa série Gypsy Childhoods[5]
- 2017 : 1er prix « MonoVisions Photography Awards », photojournalisme
- 2017 : 1er prix « Neutral Density Awards », série portraits d'enfants